# Microhyla erythropoda
Microhyla erythropoda är en groddjursart som beskrevs av Tarkhnishvili 1994. Microhyla erythropoda ingår i släktet Microhyla och familjen Microhylidae. IUCN kategoriserar arten globalt som otillräckligt studerad. Inga underarter finns listade i Catalogue of Life.